# 神羅万象チョコ 神獄の章
神羅万象チョコ 神獄の章（しんらばんしょうチョコ しんごくのしょう）はバンダイ発売のおまけ付き駄菓子・ウエハースチョコレート。神羅万象チョコシリーズの第四章に当たる。

## 解説
神羅万象チョコシリーズの実質的な第四章に該当する。通算14作目。今回は全3弾を予定している模様。2008年7月14日に第1弾が全24種+2（アナザー、シークレット）でバンダイより発売された。10月13日に第2弾が全24種+2（アナザー、シークレット）でバンダイより発売された。2009年1月に第3弾が発売予定。パッケージは各弾ともそれぞれ2種類ずつ。

## 世界観
第三章から800万年後の世界。地上界がメインの舞台となる。

## ストーリー

### 第1弾ストーリー
人類が調和神バランシールに平和を誓い、800万年の時が過ぎた。
ある日、天界に封印されていた『神獄の箱』が何者かによって解かれてしまう。『神獄の箱』に封印されていた羅震鬼は種族滅亡のため地上界へと侵攻を開始した。事態を重く見た調和神は、一人の若き神、輝煌士マキシに地上界へ降り羅震鬼を討伐するよう命令を下した。マキシは地上界に降りて最初に、天上界で仕留め損なった飛雷震を倒す。だが、飛雷震によって襲われ重傷となったメリル・スターを助けるためにマキシは魂の一部を分け与え、その影響でメリルが近くにいないと神の姿に戻れなくなってしまう。こうして、マキシとメリルによる108匹の羅震鬼を討伐する旅が始まった。

### 第2弾ストーリー
神形態＝鬼吼神マキシウスとしての力を解放し、四羅震将を討伐したマキシだったが、味方となった彼らから得た情報――神獄の箱の封印を解き、羅震鬼たちを世に放ったのは、マキシの旧友である「無頼神ゼロニクス」だという。その衝撃の事実を前に戸惑ってしまう。
しかしそれも束の間、突如として飛来した“2人の天使”によってメリルが連れさられ、魂を分け与えた彼女が近くにいなければ、本来の力を発揮出来ないマキシは神としての力を封じられてしまい、後を追う彼の行く手を遮る4人の羅震鬼の猛襲にも劣勢を強いられることに。果たしてその時、「神獄の小瓶」へと封じられていた四羅震将がマキシへと加勢。新たに手に入れた“4形態”の力によって、場を切り抜けたマキシだったものの、メリルは既に連れ去られた後だった。
その頃、700万年前に神々によって迫害・封印された羅震鬼たちを、神獄の箱から解放し、彼らを新世界へと導く先導者となる役目を背負ったゼロニクスは、友であるマキシの一件への介入に頭を悩ませていたが、部下である2人の天使が連れて来たメリルからその成り行き――調和神バランシールからマキシに課された使命を知ることとなる。しかしそれでも己が“正義”を貫くべく、やがて彼は自らマキシの前へと姿を現し、メリルの解放と共に、自分達の側について、道を共にするのか、それともこのまま天界に戻るのかを迫り、場を立ち去る。
選択の猶予を与えられたマキシは、友と使命、そしてそれぞれの正義の間で思い悩み、やがて、ひとつの結論を出す。

### 第3弾ストーリー
『指令』か『友情』か。ゼロに突きつけられた『選択』に悩んだマキシが導きだした答えは『全ての弱き者を守ること』だった。
その頃、ローウェンから事態の真相を聞いたジークは“首謀者・ゼロ”を倒すべく聖杯の塔を後にした。マキシの回答を待つゼロのもとに現れたのは、先ほど聖杯の塔を旅立ったジークであった。伝説の神剣・七支刀を手に、その膨大な魔力を体内に取り込み『龍人』へと変貌を遂げたジークを前に、ガルデスが倒された事実を知るゼロ。ジークが人類の力を超越していることを瞬時に悟るのであった。次の瞬間、ジークの七支刀が雷龍と共にゼロを襲った。間一髪かわすゼロに、再び鋭い一太刀が牙をむく。その一太刀はまるで魂が宿っているかのような気迫に満ち溢れたものだった。ゼロも全ての力を解放し、本来の神の姿で迎え撃つ。新星神のみが扱うことのできる究極の兵器『神衛星』がジークに逆襲する。自由自在に浮遊するゼロの神衛星、『龍王衛星』に翻弄されるジーク。ついに究極形態を維持するのも限界に達したジークの七支刀を振り払い、左胸に致命傷を与えた。止めの一撃を放つゼロの攻撃をその時、神力の回復したマキシの神衛星、『鬼面衛星』がジークを救う。
マキシは戦い抜いたジークを称え、ジークもまたマキシに七支刀を託した。4つの神衛星が宙を舞う。その幻想的な残光をゼロが切り裂き、マキシがかわす。神力に勝るゼロが徐々に優勢に立ったその時、メリルの想いがマキシに力を与え、己の限界を超える神力で見舞った七支刀は龍王衛星を砕いた。二人の神の戦いはここに雌雄を決したのだった。

## 登場キャラクター

### 主要キャラクター
輝煌士マキシ（きこうしマキシ）
第1弾 神獄001 ホログラムカード
LEVEL/10
種族/神（新星神）
必殺技/黒夜叉（くろやしゃ）
敵対者（ライバル）/羅震鬼
“神獄の章”の主人公。調和神バランシールの命で羅震鬼討伐のために地上界へと降りた若き闘神。人間の姿に変化しているため、神力の大半が封印されている。天界から来たハルト・フェルト、地上で命を救ったメリル・スターを連れて羅震鬼討伐の旅を始める。
魂を分けた代償として、メリルが近くにいないと神の姿である鬼吼神マキシウスに戻れなくなってしまった。メリルが飛雷震に襲われ重傷を負ったのは、天界で取り逃した自分のせいだと負い目を感じている。
鬼吼神マキシウス（きこうしんマキシウス）
第1弾 神獄010 ホログラムカード・金箔レアカード
第3弾 神獄067
LEVEL/15→18
種族/神（新星神）
必殺技/金色夜叉（こんじきやしゃ）
必殺技/九拾九式・夜叉煉舞（きゅうじゅうきゅうしき・やしゃれんぶ）
仲間（パートナー）/メリル・スター
敵対者（ライバル）/無頼神ゼロニクス
輝煌士マキシの真の姿。素手による格闘戦を好む荒ぶる鬼神。メリルに力を分け与えてしまったため、メリルが近くにいないとこの状態に戻ることができない。よって、メリルの存在が真の力を覚醒させる鍵となっている。
第3弾では、ジークより託された七支刀により神力を回復したマキシは鬼面衛星（サテライト・オーガ）復活に成功。
マキシウス雷霆態（マキシウスライトニングフォーム）
第2弾 神獄024
LEVEL14
種族/神（新星神）
必殺技/電光招雷マキシウス（でんこうしょうらいマキシウス）
合身（パートナー）/礼靱将ミロク
ミロクの精神体と合身して雷の魔力を得たマキシ。雷角属の魔力を中和し、鋼牙属に絶大な威力を発揮する。弓矢が武器。
マキシウス鋼鉄態（マキシウスメタルフォーム）
第2弾 神獄025
LEVEL14
種族/神（新星神）
必殺技/裂渦咆哮マキシウス（れっかほうこうマキシウス）
合身（パートナー）/魂轟将ケルベーダ
ケルベーダの精神体と合身して鋼の魔力を得たマキシ。鋼牙属の魔力を中和し、雷角属に絶大な威力を発揮する。斧が武器。
マキシウス炎熱態（マキシウスフレイムフォーム）
第2弾 神獄026
LEVEL14
種族/神（新星神）
必殺技/熾炎翔破マキシウス（しえんしょうはマキシウス）
合身（パートナー）/華艶将ホルスト
ホルストの精神体と合身して炎の魔力を得たマキシ。炎翼属の魔力を中和し、氷鱗属に絶大な威力を発揮する。剣が武器。
マキシウス氷雪態（ブリザードフォーム）
第2弾 神獄027
LEVEL14
種族/神（新星神）
必殺技/濤波絶零マキシウス（とうはぜつれいマキシウス）
合身（パートナー）/翠澪将クレア
クレアの精神体と合身して氷の魔力を得たマキシ。氷鱗属の魔力を中和し、炎翼属に絶大な威力を発揮する。スピアが武器。
明星神マキシウス（みょうじょうしんマキシウス）
第3弾 神獄068
LEVEL25
種族/神（新星神）
必殺技/百八式・明王閃舞（ひゃくはちしき・みょうおうせんぷ）
仲間（パートナー）/メリル
マキシとメリル、二人の想いが一つとなって奇跡を起こす。瞬間最大神力はマキシの限界を突破する。

メリル・スター
第1弾 神獄002 シルバーカード
LEVEL/7
種族/人間
必殺技/ホーリー・プレイ
恩人（パートナー）/輝煌士マキシ
村の巫女を務めている少女。アゼル・スターの実姉。長いもみあげと大きなリボンが特徴。飛雷震から村の人々を護るために重傷を負ってしまうが、マキシに魂の一部を分け与えてもらうことにより一命を取り留める。そのため、マキシに同行し羅震鬼を討伐する旅に出ることとなる。
一命を取り留めた代償として、髪と瞳の色が変化してしまった。メリルの本来の髪と瞳の色は、弟のアゼルとお揃いの色だったらしい。弟と同じくよく挨拶ができる姉弟だと村人の間で評判だったらしい。
精霊使いメリル（せいれいつかいメリル）
第2弾 神獄029
LEVEL8
種族/人間
必殺技/サモン・エレメンタル
恩人（パートナー）/輝煌士マキシ
マキシの魂を宿した影響で魔力に目覚めたメリルは、ゼロの導きにより「精霊使い」としての才能を開花させた。メリルの新衣装はゼロがボロボロだったメリルの服を見て与えた物。精霊使いとなったメリルは地上界四大精霊と親友になった。セリフでは、ゼロを悪者とは疑っていなかった。アナザーカードでは親友となった地上界四大精霊と一緒にいるのが特徴。

勇者ジーク（ゆうしゃジーク）
第1弾 神獄004 シルバーカード
LEVEL/12→13
種族/人間
必殺技/我龍天聖（がりゅうてんせい）（※第一章・聖龍王サイガの必殺技）
好敵手（ライバル）/輝煌士マキシ
敵対者（ライバル）/壊塵将ガルデス
羅震鬼根絶のために戦う「聖龍剣」の異名を持つ地上界の勇者。人類最強の魔法剣士と噂に名高い。羅震鬼だけではなく、天界からの助力にも嫌悪感を示す。
聖龍剣ジーク（せいりゅうけんジーク）
第2弾 神獄030
LEVEL/13
必殺技/七天抜刀（しちてんばっとう）
敵対者（ライバル）/壊塵将ガルデス
ジークが本気を出した時の姿。本気を出すときはマントを脱ぎ捨て、霊剣クサナギと聖龍石を合体させて戦う。
ジーク龍人態（ジークドラグーンフォーム）
第3弾 神獄065
LEVEL/15
必殺技/ドラゴニックバースト
敵対者（ライバル）/無頼神ゼロニクス
七支刀の膨大な魔力を体内に取り込んだジークの究極形態。命を削る荒業で、数分しかこの姿を維持できない上に、1回解けてしまうと次の変身に最低1時間はかかる。

無頼神ゼロニクス（ぶらいしんゼロニクス）
第2弾 神獄045
第3弾 神獄066
LEVEL/?→20
種族/神（新星神）
必殺技/羅生門（らしょうもん）
必殺技/零式・龍王斬舞（ぜろしき・りゅおうざんぶ）
親友（パートナー）/鬼吼神マキシウス
敵対者（ライバル）/鬼吼神マキシウス
マキシの同門の兄弟子に当たる新星神。全ての生物は命を全うする権利があるのだが、調和神が自分の都合で羅震鬼を封印したことに不満を抱き神獄の箱を解いた。愛称は「ゼロ」。
本気を出すときは白銀の鎧を纏い戦う。剣と「龍王衛星」を使って戦う。

#### 羅震将
羅震鬼の中でも屈指の実力を持つ6人。最初に登場した4人の羅震将は容姿と名前は第二・第三章の『光の戦士』に通じるものがあるが、関係性は不明である。一度は敵としてマキシの前に立ち塞がるが、後に各々の理由でマキシに惹かれたことによってマキシに力を貸す味方となり、マキシが携帯していた神獄の小瓶に一時的に封印され、マキシの意思で封印対象を必要に応じて選択して開放することができる。
礼靱将ミロク（らいじんしょうミロク）
第1弾 神獄020 ホログラムカード
LEVEL/13
種族/羅震鬼（雷角属）
必殺技/電光招雷（でんこうしょうらい）
敵対者（ライバル）/鬼吼神マキシウス
風流を愛する羅震将の四人のうち一人。魔法戦を得意とする弓使いで、その姿は聖龍族の特徴を表す。マキシの気高い精神に惹かれ、仲間となる。「礼靱」はリュウガの称号「雷迅」を読み変えたもの。
人間を襲って大勢の負傷者を出したと言われていたが、実際は村を襲った盗賊団を壊滅させただけらしい。
魂轟将ケルベーダ（こんごうしょうケルベーダ）
第1弾 神獄021 ホログラムカード
LEVEL/13
種族/羅震鬼（鋼牙属）
必殺技/裂渦咆哮（れっかほうこう）
敵対者（ライバル）/鬼吼神マキシウス
喧嘩を愛する羅震将の四人のうち一人。肉弾戦を得意とする斧使いで、その姿は獣牙族の特徴を表す。マキシの豪快な武力に惹かれ、仲間となる。「魂轟」はタイガの称号「金剛」を読み変えたもの。
喧嘩で何人も怪我人を出したと言われていたが、実際は自分から仕掛けた喧嘩は一度も無かったらしい。
華艶将ホルスト（かえんしょうホルスト）
第1弾 神獄022 ホログラムカード
LEVEL/13
種族/羅震鬼（炎翼属）
必殺技/熾炎翔破（しえんしょうは）
敵対者（ライバル）/鬼吼神マキシウス
優美を愛する羅震将の四人のうち一人。空中戦を得意とする剣使いで、その姿は飛天族の特徴を表す。マキシの流麗な雄姿に惹かれ仲間となる。「華艶」はショウの称号「火炎」を読み変えたもの。
女性を何人も誘拐したと言われていたが、実際は女性の方が勝手に彼を追いかけていたらしい。
翠澪将クレア（すいれいしょうクレア）
第1弾 神獄023 ホログラムカード
LEVEL/13
種族/羅震鬼（氷鱗属）
必殺技/濤波絶零（とうはぜつれい）
敵対者（ライバル）/鬼吼神マキシウス
智勇を愛する羅震将の四人のうち一人。水中戦を得意とする槍使いで、その姿は鎧羅族の特徴を表す。マキシの聡明な賢慮に惹かれ仲間となる。「翠澪」はシズクの称号「水嶺」を読み変えたもの。
船を何隻も難破させたと言われていたが、実際は民間船を襲った海賊船を沈めていただけらしい。
壊塵将ガルデス（かいじんしょうガルデス）
第2弾 神獄044
LEVEL/14
種族/羅震鬼（鋼牙属）
必殺技/壊撃グランギョニル（かいげきグランギョニル）
敵対者（ライバル）/聖龍剣ジーク
ゼロに忠誠を誓う、寡黙にして勇猛たる羅震将。ゼロの理想のため、勇者討伐を単身で挑む。ガルデスはケルベーダとは上官だった。
竜飛将インドラ（りゅうひしょうインドラ）
第3弾 神獄064
LEVEL/17
種族/羅震鬼（雷角属）
必殺技/崩滅のニルヴァーナ（ほうめつのニルヴァーナ）
敵対者（ライバル）/鬼吼神マキシウス
ゼロの参謀を務める最高位の羅震将。ゼロに忠誠を誓う羅震鬼達のリーダー的存在で、仲間からの信頼も厚い。セリフを見ると自分達の行っていることは悪いことと認めている。
実は羅震帝の皇族最後の生き残り羅震帝サン・モルテを保護していた。
結婚しており、妻にナユタがいて、見てて恥ずかしくなるほど夫婦仲が良い。ミロクとは義兄弟の関係で義兄はインドラ。インドラ自身自分の目つきの悪さを密かに気にしている。

### 天界
ハルト・フェルト
第1弾 神獄008
LEVEL/6
種族/ハルト族
必殺技/ダークフレア・イリュージョン
仲間（パートナー）/輝煌士マキシ
マキシの補佐役として共に天界から降臨した大賢者で、「天界の知恵袋」と呼ばれ、全羅震鬼の情報を持っている。
ハルト族はパルテ族とバルダ族の混血種で、額に大きなクリスタルがあるのが特徴である。
照徳神アフラノール（しょうとくしんアフラノール）
第1弾 神獄009 シルバーカード
LEVEL/11
種族/神（古醍神）
必殺技/万理照徳（ばんりしょうとく）
弟子（パートナー）/鬼吼神マキシウス
倫理と道徳を司る古醍神。マキシの学問の師であり、マキシを実の息子のように可愛がっている。
マキシに学問だけではなく礼儀の大切さも教えたらしい。
狗竜グリモア（くりゅうグリモア）
第2弾 神獄035
LEVEL/7
種族/神獣
必殺技/ソニック・サンダー
主人（パートナー）/ハルト・フェルト
フェルトのペット兼親友。天界でも希少種の犬型ドラゴンで、マキシ一行の騎獣として活躍。グリモアは普段フェルトの魔導書に眠っている。
斬空のルリエル（ざんくうのルリエル）
第2弾 神獄047
LEVEL/14
種族/大天使
必殺技/グラビティ・レイ
仲間（パートナー）/爆熱のザキエル
ゼロの理想に共感し、彼と行動を共にする大天使。ザキエルと共に、マキシの元からメリルをさらう。第三章から登場した天使ルリエルの成長した姿。
爆熱のザキエル（ばくねつのザキエル）
第2弾 神獄046
LEVEL/14
種族/大天使
必殺技/ビッグバン・スラッシュ
仲間（パートナー）/斬空のルリエル
ゼロの理想に共感し、彼と共に行動する大天使。ルリエルと共にマキシの元からメリルを連れ去る。第三章から登場した天使ザキエルの成長した姿。

### 地上界
アゼル・スター
第1弾 神獄003
LEVEL/5
種族/人間
必殺技/スーパー唐竹割り
姉弟（パートナー）/メリル・スター
メリル・スターの実弟。勇者を志す少年剣士で、姉を支えながら二人だけで暮らしている。マキシを「アニキ」と呼び慕っている。
姉と同じでよく挨拶ができる姉弟だと村人の間で評判だったらしい。
獅子王アゼル（ししおうアゼル）
第3弾 神獄051
LEVEL/8
種族/人間
必殺技/R・S・唐竹割りS（ロイヤルストレート・からたけわりスペシャル）
合身（パートナー）/KOBレオンハート
レオンハートと奇跡の友情合身を果たしたアゼル。欠点はパワーが増して食欲が2倍になった。

夕闇のミカヅキ（ゆうやみのミカヅキ）
第1弾 神獄005 シルバーカード
第3弾 神獄048
LEVEL/8→9
種族/人間
必殺技/花蝶風月（かちょうふうげつ）（※第一章・疾風のイザヨイの必殺技）
必殺技/我流・疾風刃雷
上司（パートナー）/勇者ジーク、聖龍剣ジーク
勇者ジークに付き従い行動を共にする女忍者。主任務は諜報活動で、変装による潜入捜査を得意とする。
第3弾では戦闘装束に身を包んで戦う。伝説の忍者「絶影」を目指し、自ら「忍者マスター」を名乗る。武器は忍者刀「十六夜」、巨大手裏剣「残月」でどちらも第1章からの登場人物の名前に共通している。
ミカヅキが過去忍び込めなかった場所は無いらしい。
シエル
第1弾 神獄006
LEVEL/1
種族/人間
必殺技/半べそパンチ
敵対者（ライバル）/ゾワール
東域の山村に住む幼い村娘。口数少なく普段はおとなしいのだが、大好物のお菓子を取り上げられると泣きながら村中を駆け回る。よくコイナスのぬいぐるみを所持している。
村一番の甘党であり、ゾワールにお菓子を奪われるようになってから虫歯が減ったらしい。半べそパンチは意外と痛いらしい。
アレクサンドロフ
第1弾 神獄007
LEVEL/2
種族/人間
必殺技/ローリング・ベジボンバー
敵対者（ライバル）/スズッグ
南域の山岳に住む老いた農民。野菜に命を懸けているロマンスグレーのナイスガイで、齢64にしてその鍬捌きは至宝の域に達する。
お気に入りのチューリップ柄のベストがちょっとでも汚れるとブルーになるらしい。
ルキア・ムーン
第1弾 神獄011 シルバーカード
LEVEL/?
種族/人間
必殺技/ルナティック・ダンス
監視/輝煌士マキシ
神出鬼没の謎の少女。大きな赤い帽子を被り、緑色のショートカットの髪と長いマフラーに、尖った耳と悪魔のような尻尾と翼が特徴。付かず離れずマキシを監視しているが、その目的と正体は謎に包まれている。その正体は下記の王我血族を参照。
本人曰く、尻尾と翼はアクセサリーらしいが、触ると怒る。
最長老ローウェン（さいちょうろうローウェン）
第2弾 神獄031
LEVEL/10
種族/人間
必殺技/夢想千里眼（むそうせんりがん）
仲間（パートナー）/聖龍剣ジーク
地上界の最長老で、天界と交信することができる唯一の人間。人類の範疇を遥かに超えた寿命と超能力を有する。カードのセリフには天界の力を借りず、人間だけで解決することを考えているジークに「広い視野を持て」と言っている。
ローウェンは地上で起こった様々な危機を予知して救ったことがある。
カンダッタ
第2弾 神獄032
LEVEL/2
種族/人間
必殺技/ぬすっと・トマホーク
敵対者（ライバル）/クリットブラザーズ
西域の山岳を荒らす山賊。ずる賢いが間抜けで、自分の隠した財宝のありかも忘れる。カードのセリフでもその間抜けさを知ることができる。
ガスパー
第2弾 神獄033
LEVEL/2
種族/人間
必殺技/アンカー・アタック
標的者（ターゲット）/オクトパルシェ
北域の海上を荒らす海賊。実力は無いが自信過剰で、全ての海を支配するのが夢だが、海賊であるもののカナヅチであることが欠点で、仲間が一人もいない。
風猫キリカゼ（フェンマオキリカゼ）
第2弾 神獄034
LEVEL/6
種族/魔獣
必殺技/忍法・風手裏剣（にんぽう・ふうしゅりけん）
主人（パートナー）/夕闇のミカヅキ
ミカヅキが育てる忍者風猫。風の如く水上を駆け抜け、短距離ならば飛行も可能。キリカゼのことを狸と言うとミカヅキが激しく怒る。鳴き声は「フニャ〜」。
魔弾のレムリア（まだんのレムリア）
第2弾 神獄049
LEVEL/9
種族/人間
必殺技/ガンブレイズ・ラオネット
上司（パートナー）/聖龍剣ジーク
ミカヅキと共にジークを助ける流浪のガンマン。新型拳銃を手にジーク達との合流を果たす。
銃工バレル（ガンスミスバレル）
第3弾 神獄050
LEVEL/7
種族/人間
必殺技/ソニック・ショット
仲間（パートナー）/魔弾のレムリア
北域に住む機械技師で、世界一の銃工。自身も優れたガンマンとして名を馳せている。カードのセリフには、バレルは自身の作った銃を100%発揮できるのはレムリアしかいないと言っている。バレルの腰は弾薬と工具が常備されている。

### 羅震鬼
羅震獄に棲む生命体。今から700万年前の滅びの危機に、種族存亡のために、環境が酷似する地上界に拠点を移す計画を実行する。108匹の羅震鬼が「地上界侵略」を試みるが、自然の摂理に反するとして調和神によって「神獄の箱」に封印される。上級、中級、下級とランクが在るらしく、それらの羅震鬼の指揮を執るトップクラスの実力を持つ最上級羅震鬼「羅震将」と呼ばれる者達がいる。

#### 雷角属
風や雷の属性を持つ羅震鬼。竜や植物のような外見を持ち、魔法戦を得意とする。樹木を好み、森林地帯に生息する者が多い。
飛雷震（ひらいしん）
第1弾 神獄016 シルバーカード
LEVEL/9
種族/羅震鬼（雷角属）
必殺技/ライトニング・ボルト
標的者（ターゲット）/メリル・スター
東域に出現した上級羅震鬼。素早い上に身体を電気化できるため、捕獲するのが難しい。メリルのいる村を襲撃し、メリルに重傷を負わす。108匹の羅震鬼の1匹で、マキシによって討伐される。
身体を電気化できるため水を極端に嫌うらしい。
ゾワール
第1弾 神獄012
LEVEL/2
種族/羅震鬼（雷角属）
必殺技/キャンディ・トルトル
標的者（ターゲット）/シエル
東域に出現した下級羅震鬼。お菓子が大好物で子供の背後から音も立てずに近付いてお菓子を奪って逃走する。108匹の羅震鬼の1匹。
神獄の箱から解放されてから人間のお菓子を食べることに夢中になって虫歯が増えたらしい。
ギガンテック
第2弾 神獄036
LEVEL/8
種族/羅震鬼（雷角属）
必殺技/スラッシュ・バイト
敵対者（ライバル）/マキシウス雷霆態
ゼロの命令によりマキシの足止めをする上級羅震鬼。鎧に包まれた巨体を持ち、狩猟本能のまま獲物を捕らえる。ギガンテックは上半身と下半身に独立した意思を持ち、上半身がギガンテックで、下半身がギガレックス。
アトロイド
第2弾 神獄037
LEVEL/8
種族/羅震鬼（雷角属）
必殺技/デスモッグ
敵対者（ライバル）/マキシウス鋼鉄態
ゼロの命によりマキシの足止めをする上級羅震鬼。身体から生える葉を纏い植物系の毒素を主な武器とする。アトロイドの身体に纏っている葉は、虫に食われることがある。
ネヴァールビーンズ
第3弾 神獄052
LEVEL/2
種族/羅震鬼（雷角属）
必殺技/ネバネバネット
東域に出現した下級羅震鬼。独特の臭いを放っており、体中を覆う粘液で敵の動きを鈍らせる。ネヴァールビーンズは豆だけにマメに動く。
ゴブレス
第3弾 神獄056
LEVEL/7
種族/羅震鬼（雷角属）
必殺技/ハリケーンチェーンソー
敵対者（ライバル）/精霊使いメリル
東域に出現した中級羅震鬼。下半身の邪悪な玉から刃のような竜巻を発生させ無差別に八つ裂きにする。菜食主義で草や花を食べ過ぎて体が緑色になった。
竜宮ナユタ（りゅうぐうナユタ）
第3弾 神獄060
LEVEL/12
種族/羅震鬼（雷角属）
必殺技/雷鳴剣舞（らいめいけんぷ）
敵対者（ライバル）/礼靭将ミロク
「乙姫」と呼ばれる優美な上級羅震鬼。インドラの妻でミロクの実姉。全羅震鬼に慕われて、氷鱗属からは圧倒的な人気を誇る。夫のインドラとは見てて恥ずかしくなるほど夫婦仲がいいらしい。

#### 鋼牙属
石や鋼の属性を持つ羅震鬼。獣や鉱石の様な外見を持ち、肉弾戦を得意とする。野生を好み、草原地帯に生息する者が多い。
ゴウジャ
第1弾 神獄017
LEVEL/8
種族/羅震鬼（鋼牙属）
必殺技/デスト・ブラッソ
敵対者（ライバル）/輝煌士マキシ
西域に出現した上級羅震鬼。先陣を切っていくつもの修羅場をくぐり抜けてきた猛者であり、左腕から繰り出される獣拳で全てを噛み砕く。左腕に獣の頭が付いているのが特徴の108匹の羅震鬼の1匹。
口と左腕の両方で噛みつくことができるので一度捕まえた敵は逃がさないらしい。
KOBレオンハート
第1弾 神獄013
LEVEL/4
種族/羅震鬼（鋼牙属）
必殺技/ロイヤル・ストレート・スラッシュ
好敵手（ライバル）/アゼル・スター
西域に出現した下級羅震鬼。名前と恰好だけは立派でバンチャックの王として君臨するが、アゼルに倒されて改心する。108匹の羅震鬼の1匹。一人称は「余」、語尾に「ニャ」が付く。モデルは猫。
偉そうで尊大なレオンハートだが意外にも礼儀正しく、アゼルとの戦いに敗れて以来彼との間に友情が目覚めたらしい。名前の「KOB」とは「キング・オブ・バンチャック」の略。
クリット・ブラザーズ
第2弾 神獄040
LEVEL/3
種族/羅震鬼（鋼牙属）
必殺技/クリクリペンタゴン
標的者（ターゲット）/カンダッタ
西域に出現した下級羅震鬼。クリスタルなどの光る物が大好きな悪戯好きの5兄弟。常に一緒に活動している。兄弟同士で意見が分かれると多数決を取る。
ユニカクロア
第2弾 神獄042
LEVEL/12
種族/羅震鬼（鋼牙属）
必殺技/スパイラル・スタンピード
上司（パートナー）/壊塵将ガルデス
羅震将クラスの武力を誇る女上級羅震鬼。ガルデスの右腕敵存在で、ゼロに対する忠誠も厚い。ユニカクロアはケルベーダとは犬猿の仲。
ワッフーン
第3弾 神獄053
LEVEL/3
種族/羅震鬼（鋼牙属）
必殺技/犬険拳（けんけんけん）
西域に出現した下級羅震鬼。身の危険を察知すると発達した耳を振り回して突進してくる。鳴き声は「わふわふ」。ワッフーンのつけているアクセサリーは腕輪ではなくイヤリング。
グランペデラス
第3弾 神獄057
LEVEL/7
種族/羅震鬼（鋼牙属）
必殺技/ビッグ・バン・クレイター
敵対者（ライバル）/獅子王アゼル
西域に出現した中級羅震鬼。岩石に覆われた巨体から放たれる攻撃は驚異的なパワーを秘めている。体が巨体だったため下から見上げただけでは顔を見ることはできない巨体。
虎威怨（とらいおん）
第3弾 神獄061
LEVEL/11
種族/羅震鬼（鋼牙属）
必殺技/虎狼乱舞（ころうらんぷ）
敵対者（ライバル）/魂轟将ケルベーダ
ゼロに仕える上級羅震鬼。最強を追い求める高潔な武人で、元々はケルベーダの弟子だったがケルベーダとの戦うことになってしまった。カードのセリフでは自身がケルベーダとの戦いを嬉しいことと言っている。

#### 炎翼属
熱や炎の属性を持つ羅震鬼。鳥や火炎のような外見を持ち、空中戦を得意とする。高温を好み、火山地帯に生息する者が多い。
ゲルニガス
第1弾 神獄018 シルバーカード
LEVEL/9
種族/羅震鬼（炎翼属）
必殺技/邪眼ナイトメア
敵対者（ライバル）/勇者ジーク
南域に出現した上級羅震鬼。五感が独立した奇妙な容姿で、遠く離れた核（コア）と感覚を共有することができる。
慢性的にドライアイ気味らしい。
スズッグ
第1弾 神獄014
LEVEL/3
種族/羅震鬼（炎翼属）
必殺技/ファイヤー・トラクター
標的者（ターゲット）/アレクサンドロフ
南域に出現した下級羅震鬼。人間が収穫した作物を食い荒らした上に、燃え盛る尻尾で焼却してしまう「畑荒らし」の張本人である。108匹の羅震鬼の1匹。鳴き声は「ボーチュン」。モデルは雀。
ブンボルグ
第2弾 神獄038
LEVEL/8
種族/羅震鬼（炎翼属）
必殺技/コンパス・ツイスト
敵対者（ライバル）/マキシウス炎熱態
ゼロの命によりマキシの足止めをする上級羅震鬼。身体に仕込まれた数々のギミック技で予想もつかない攻撃を仕掛ける。ブンボルグの刃を時々折って常に切れ味が鋭い新刃から出しておく。名前は文房具からきており、体の各パーツも文房具でできている。
イグニード
第2弾 神獄039
LEVEL/8
種族/羅震鬼（炎翼属）
必殺技/スパーキング・トルネード
敵対者（ライバル）/マキシウス氷雪態
ゼロの命によりマキシの足止めをする上級羅震鬼。身体中に漲る妖艶な炎を生き物の如く操り攻撃を仕掛けるが、自身の体は常に炎を纏っているため氷鱗属から嫌われている。
ラビリン
第3弾 神獄054
LEVEL/3
種族/羅震鬼（炎翼属）
必殺技/口笛バーニング
南域に出現した下級羅震鬼。陽気に駆け回っては悪戯心で色んな物に火を熾してしまうお騒がせ者。ラビリンはニンジンを食べない。
ジャーマル
第3弾 神獄058
LEVEL/7
種族/羅震鬼（炎翼属）
必殺技/オラージュ・ヒートランサー
敵対者（ライバル）/夕闇のミカヅキ
南域に出現した中級羅震鬼。赤銅の甲冑は戦闘時に灼熱化し業火の騎士と化す。
フレリアーナ
第3弾 神獄062
LEVEL/11
種族/羅震鬼（炎翼属）
必殺技/ブレイジング・ストーム
敵対者（ライバル）/華艶将ホルスト
ゼロに仕える上級羅震鬼。プライドの高い男勝りの女戦士で、ホルストとは昔馴染みの親友だったが戦うことになってしまった。フレリアーナの趣味はホルストの髪を三つ編みに編んであげること。

#### 氷鱗属
水と氷の属性を持つ羅震鬼。魚や昆虫のような外見を持ち、水中戦を得意とする。氷河を好み寒冷地帯に生息する者が多い。
ギルフィン
第1弾 神獄019
LEVEL/8
種族/羅震鬼（氷鱗属）
必殺技/ディープ・プレッシャー
敵対者/輝煌士マキシ
北域に出現した上級羅震鬼。水中戦を得意とし、縄張りの海域に近付く船を深海に引きずり込み獲物を得ている。
ギルフィンが出没する海域は魔の海域と呼ばれ船乗りたちから恐れられているらしい。
スキャンサー
第1弾 神獄015
LEVEL/3
種族/羅震鬼（氷鱗属）
必殺技/マインド・スキャン
北域に出現した下級羅震鬼。人間の頭に乗っかり脳を支配しその身を借りて会話をする。頭蓋骨を宿借りしている108匹の羅震鬼の1匹。語尾は「ガニ」。モデルはカニ。
スキャンサーが氷の上を歩くと足跡が幾何学模様になるらしい。
オクトパルシェ
第2弾 神獄041
LEVEL/2
種族/羅震鬼（氷鱗属）
必殺技/アーマー・シェルター
敵対者（ライバル）/ガスパー
北域に出現した下級羅震鬼。普段は穏やかで殻を閉じて生活している真珠を奪われると怒って攻撃を仕掛けるが、奪われた真珠を取り戻せなかったら泣いて殻に閉じこもる。語尾に「〜パル」と付ける。
マルムメイア
第2弾 神獄043
LEVEL/11
種族/羅震鬼（氷鱗属）
必殺技/グラビティ・エコー
親友（パートナー）/翠澪将クレア
人間との共存を求める心優しい女上級羅震鬼。クレアの親友で、彼女を助けるためにマキシに戦いを挑む。歌が好きでよく水中でソプラノを響かせる。
エクスカルゴ
第3弾 神獄055
LEVEL/2
種族/羅震鬼（氷鱗属）
必殺技/ヌルヌルハグ
北域に出現した下級羅震鬼。鍛え抜かれたヌルヌルボディを誇示するため人間に近づく。エクスカルゴの肉体を褒めると力仕事を手伝ってくれる。
シェルガン
第3弾 神獄059
LEVEL/7
種族/羅震鬼（氷鱗属）
必殺技/ローリング・フローズン・ドライ
敵対者（ライバル）/魔弾のレムリア
北域に出現した中級羅震鬼。強靭な甲羅に全身を収め、高速スピンで体当たりを仕掛ける。鳴き声は「シェルルル」。シェルガンの急所は喉の置くにある玉。
蛇磊厳（だらいごん）
第3弾 神獄063
LEVEL/11
種族/羅震鬼（氷鱗属）
必殺技/スプラッシュ・ポイズン
敵対者（ライバル）/翠澪将クレア
ゼロに仕える上級羅震鬼。仲間想いの厳格で紳士で、かつてはクレアの副官だったが、クレアと戦うことになる。蛇磊厳は驚くほど無口で一言も喋らないで終わる日がよくある。

#### 王我血族
黒炎獅竜ホウセン（こくえんしりゅうホウセン）
第3弾 神獄069
LEVEL/30
種族/羅震鬼（王我血族）
必殺技/滅殺・無双崩天撃（めっさつ・むそうほうてんげき）
主人（パートナー）/羅震帝サン・モルテ
四属性のどちらにも属さない王我血族の羅震鬼。神はおろか羅震鬼にも牙を剥き、「狂乱の羅震将」と恐れられている。主であるサン・モルテを探している。仮面を被っているのが特徴。
月影のルキア（つきかげのルキア）
第3弾 神獄070
LEVEL/？
種族/羅震鬼（王我血族）
必殺技/月蝕のカルナバル（げっしょくのカルナバル）
捜索（ターゲット）/羅震帝サン・モルテ
羅震鬼としての正体を現したルキア。前羅震帝サン・マナフの密命を受け、羅震獄よりサン一族の血筋の者を探しに来ていた。後王我血族羅震王第三位「月光王」であることが明かされる。
羅震帝サン・モルテ（らしんていサン・モルテ）
第3弾 神獄EP
種族/羅震鬼（王我血族）
インドラが保護していた少女。正体は羅震帝の血を引く皇族最後の生き残り。